# Furube Yoshinori
Yoshinori Furube (sinh ngày 9 tháng 12 năm 1970) là một cầu thủ bóng đá người Nhật Bản.

## Sự nghiệp câu lạc bộ
Yoshinori Furube đã từng chơi cho Kagawa Shiun, Avispa Fukuoka, FC Tokyo và Sagawa Express Tokyo.